# Płonne (województwo warmińsko-mazurskie)
Płonne – wieś w Polsce położona w województwie warmińsko-mazurskim, w powiecie elbląskim, w gminie Młynary.
W latach 1975–1998 miejscowość położona była w województwie elbląskim.
Zobacz też: Płonne